# Sebrus pseudosparsellus
Sebrus pseudosparsellus là một loài bướm đêm trong họ Crambidae.